# Ramón Tusquets
Ramón Tusquets  Maignon (Barcelona, 1837-Roma, 1904) fue un pintor español.

## Biografía
Hermano del compositor Esteban Tusquets y Maignon, se estableció en Italia como otros pintores españoles en 1865. Por su formación fue seguidor del clasicismo y estuvo influenciado por Mariano Fortuny, aunque poco a poco fue tendiendo al impresionismo. Trabajó en diversas ciudades italianas como Venecia y Roma, y fue cofundador de la Asociación Artística Internacional. De su producción destacan sobre todo sus pinturas históricas entre las que citaremos, El almirante Roger Llúria destruye la flota de Carlos de Anjou o La Proclamación del Príncipe de Viana.
En Cataluña se pueden ver diferentes obras del autor: en el Museo Nacional de Arte de Cataluña o la Biblioteca Museo Víctor Balaguer entre otras instituciones.

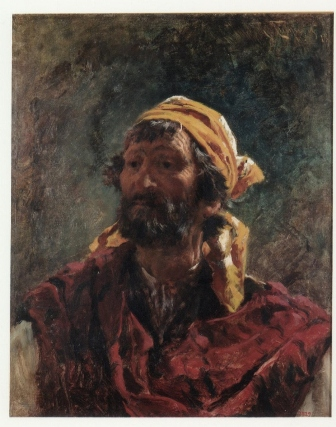
Contadino c. 1886.
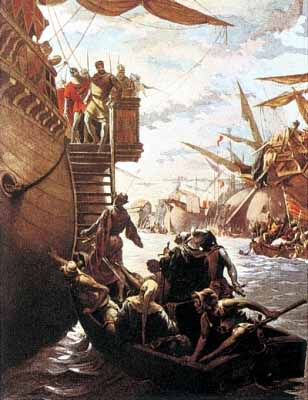
Batalla del golfo de Nápoles (1885).
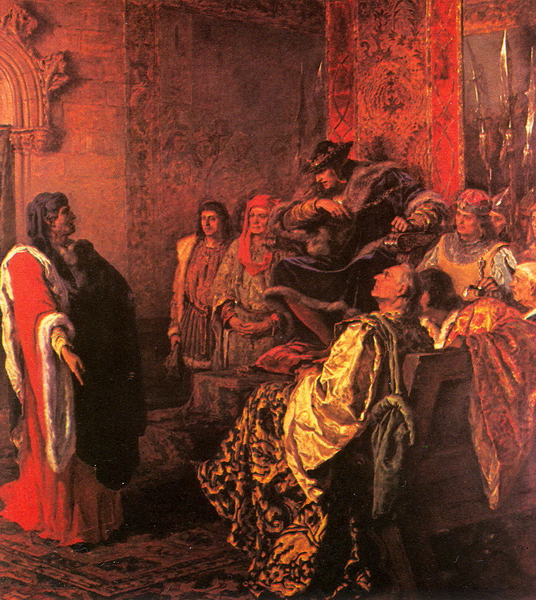
Joan Fiveller frente a Fernando I de Aragón (1885).